# Velleron
Velleron é uma comuna francesa na região administrativa da Provença-Alpes-Costa Azul, no departamento de Vaucluse. Estende-se por uma área de 16.39 km². Em 2010 a comuna tinha 3 021 habitantes (densidade: 184,3 hab./km²).